# سیارک ۷۱۳۱
سیارک ۷۱۳۱ (به انگلیسی: 7131 Longtom، نامگذاری:1992YL) هفت هزار و صد و سی و یکمین سیارک کشف شده‌است که در ۲۳ دسامبر ۱۹۹۲ کشف شد.
قدر مطلق سیارک برابر ۱۱٫۴۰ است.